# Trichothyriella quercigena
Trichothyriella quercigena är en svampart som först beskrevs av Berk. ex Cooke, och fick sitt nu gällande namn av Ferdinand Theissen 1914. Trichothyriella quercigena ingår i släktet Trichothyriella och familjen Microthyriaceae.   Inga underarter finns listade i Catalogue of Life.